# 75/27 Mod. 1911
Il cannone 75/27 Mod. 1911 fu un pezzo utilizzato dal Regio Esercito nella prima e nella seconda guerra mondiale. L'uso prevalente fu come artiglieria da campagna, anche se occasionalmente fu utilizzato anche in funzione controcarri usando proietti appositamente concepiti e contraerei: inizialmente (prime fasi della prima guerra mondiale) lo stesso pezzo campale fu usato come contraerei con sistemazioni di emergenza (agli inizi il sistema di puntamento era lo stesso dell'artiglieria campale) adatte a fare aumentare l'angolo di tiro.

## Le origini
Nel 1906 era stato introdotto in servizio nel Regio Esercito il cannone da 75 mm Krupp a tiro rapido, che era stato utilizzato già dal 1911 nella guerra di Libia. La valutazione operativa dei risultati del cannone aveva dato un esito insoddisfacente, soprattutto a causa della scarsa mobilità su terreno vario e settori di tiro eccessivamente ridotti. Considerando che gli arsenali dell'esercito stavano accumulando un certo ritardo nelle consegne di pezzi Mod. 1906, la questione dell'artiglieria da campagna fu riconsiderata, effettuando sperimentazioni su materiali Schneider, Déport e Krupp. In seguito a queste sperimentazioni fu deciso di adottare il modello Déport da 75 mm a tiro rapido.
La produzione effettiva del cannone fu affidata ad un consorzio di 27 ditte presieduto dalla Vickers-Terni e dalla Società Acciaierie Terni. Il 75/27 Mod. 1911 doveva affiancarsi al Mod. 1906 nei reggimenti artiglieria da campagna, ma il programma subì sensibili ritardi, tanto che solo alla vigilia della prima guerra mondiale furono disponibili tutti i pezzi Mod. 1906 e Mod. 1911 ordinati.

## La tecnica

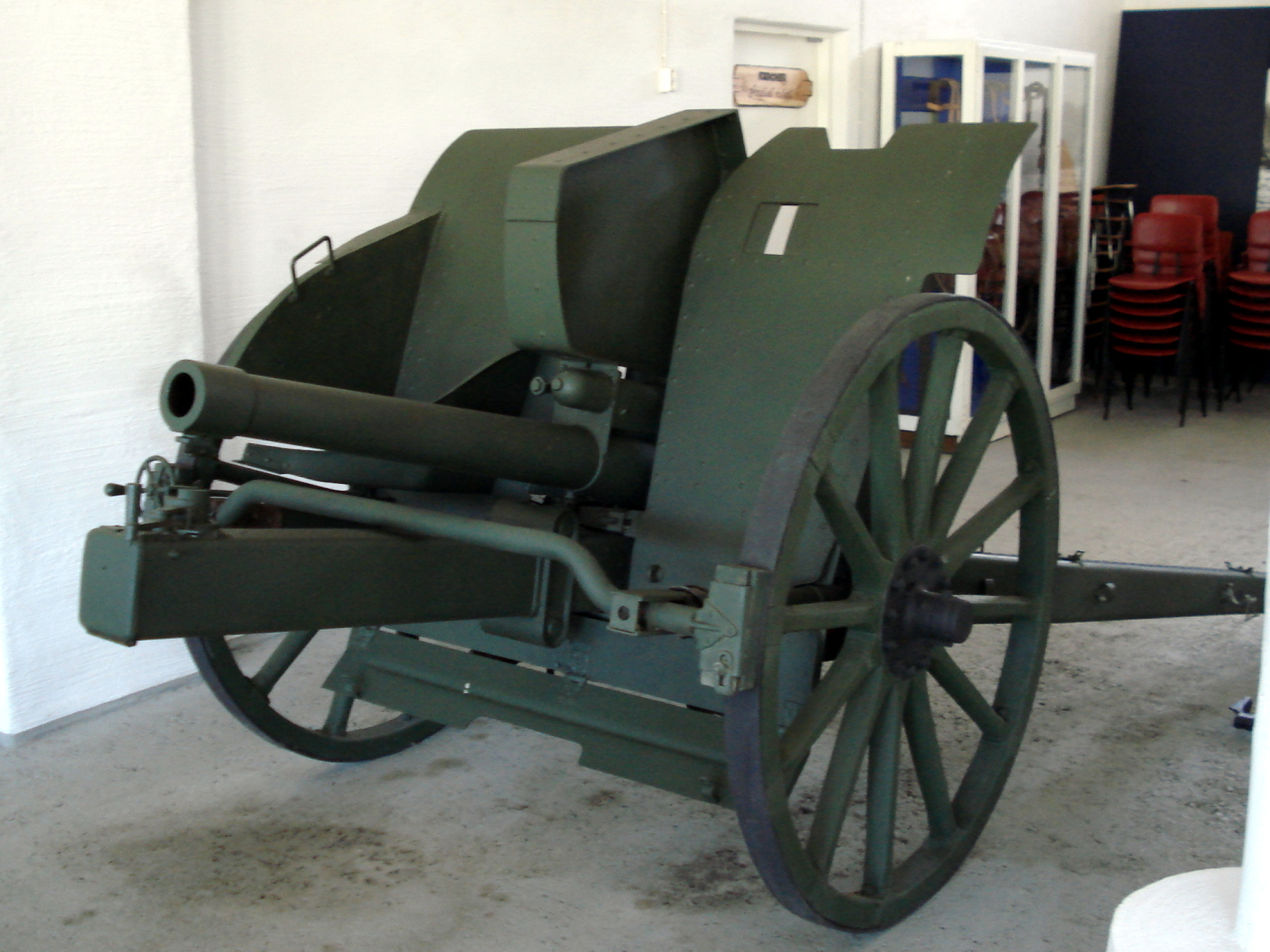
Cannone Mod. 1911 finlandese.

Il pezzo era su un affusto ruotato, con ruote in legno a razze, che ne limitavano fortemente la possibilità di traino meccanico. Questa, per tutta la vita operativa del pezzo, rimase la maggiore pecca di un pezzo che, altrimenti, avrebbe potuto rappresentare una soluzione accettabile per le artiglierie di accompagnamento della fanteria.
La canna era su due pezzi, anima e manicotto, collegata alla culla da due lisce per la guida nel corso del rinculo. L'otturatore era a vite, con tenuta assicurata dall'espansione del bossolo in ottone. Il meccanismo di percussione era in una scatola applicata al vitone dell'otturatore, ed era composto da massa battente, percussore, grilletto, leva di armamento.
La differenza più notevole rispetto al modello 1906 era data dall'affusto a doppia coda, che permetteva di avere quattro punti di appoggio al terreno, dato che i giunti fra le code e l'affusto erano di tipo sferico. In questo modo la stabilità laterale del pezzo era assicurata anche con la canna ai massimi valori di brandeggio. Il sistema di rinculo era combinato, per permettere al pezzo alzi elevati senza che si rischiasse che la culatta urtasse contro il terreno durante il rinculo. Il sistema di rinculo combinato era ottenuto dotando l'affusto di due organizzazioni di organi elastici indipendenti, in modo da dividere il rinculo in due componenti, una parallela al terreno ed una parallela alla canna, in questo modo il rinculo della canna era circa un quarto di quello del modello 1906.

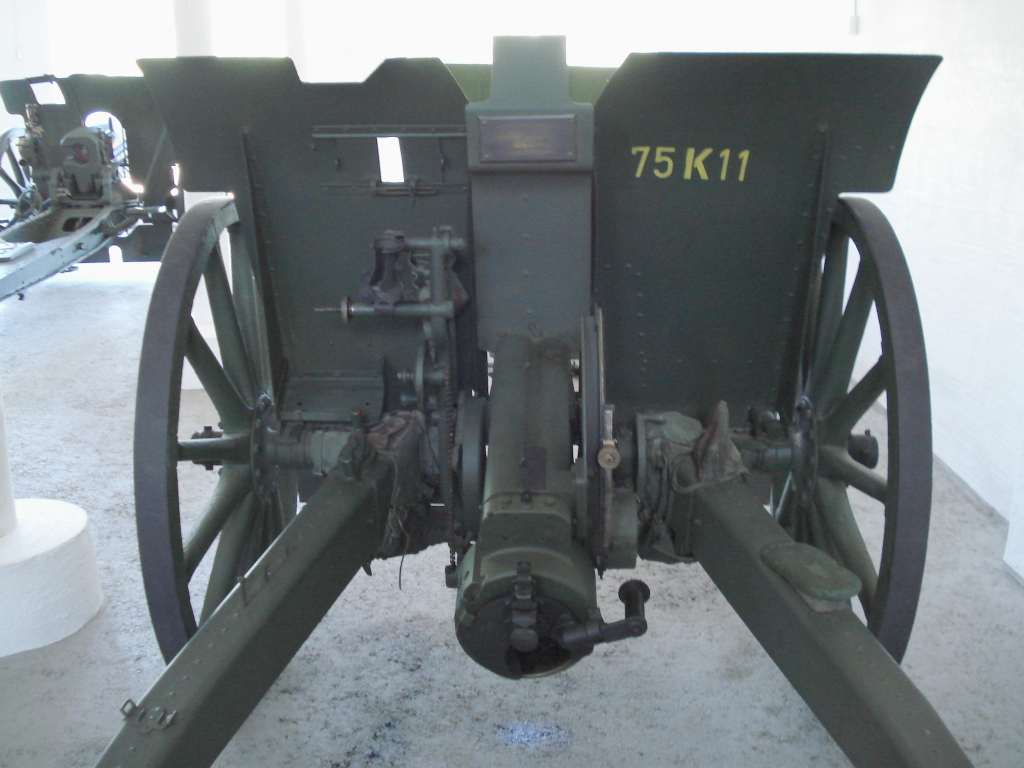
Particolare di affusto e culatta.

L'affusto era composto dalla sala che poggiava sulle ruote, dalle due code collegate alla sala, dalla culla e dalla slitta di (con i propri organi elastici) e dalla culla della bocca da fuoco (con freno di rinculo e recuperatore propri). La culla d'affusto, che era imperniata al telaio al centro della sala, poteva ruotare sul piano orizzontale, mentre la sala poteva ruotare nel piano verticale per un angolo compreso fra -15 e +15° (indipendentemente dal meccanismo di elevazione del pezzo). Il congegno di elevazione agiva sulla culla della bocca da fuoco, quindi l'elevazione della bocca poteva essere ottenuta sia agendo sulla sala sia agendo sulla culla. Le code erano di lamiera a sezione rettangolare e terminavano con una cassa girevole in cui alloggiavano vomeri a coltello che venivano fissati al terreno.
Alla sala erano fissati lo scudo dello spessore di 4 mm ed il freno per il bloccaggio manuale delle ruote. Il meccanismo di puntamento era a cannocchiale panoramico fornito di dispositivi di correzione per lo sbandamento e per la derivazione.
Il traino animale (su tre pariglie) era effettuato unendo al cannone un avantreno con cassone da 32 cartocci proietto, su cui potevano trovare posto tre serventi. Per il traino meccanico (tipicamente con trattore d'artiglieria Fiat-SPA TL37) il pezzo veniva caricato su un carrello ammortizzato inserito internamente alle sue ruote, sotto la sala. Su terreno rotto il carrello poteva trasformarsi in avantreno.

## L'impiego

### Prima guerra mondiale
- granata caricata a tritolo o schneiderite
- shrapnel caricato con 360 pallette da 9 g o 260 da 12 g
- granata con spoletta a percussione Schneider (costruzione francese)
- granata dirompente per tiro contraerei
- granata chimica con 400 g di liquido lacrimogeno o gas asfissiante o miscela nebbiogena
- granata inerte (per esercitazione)

Nel maggio del 1915 erano in linea nel Regio Esercito 125 batterie armate con questo pezzo, per un totale di 500 bocche da fuoco, in organico ai reggimenti di artiglieria delle divisioni di fanteria e dei corpi d'armata. Il 75/27 Mod. 1911, grazie alle sue caratteristiche superiori a quelle dei corrispondenti materiali austriaci (Škoda 8 cm Vz. 1905), permise all'artiglieria da campagna italiana di operare vantaggiosamente nei confronti di quella nemica (vedi l'operazione di puntamento nella illustrazione di una rivista dell'epoca). Nel corso della guerra continuò la costruzione dei pezzi da 75 mm sia modello 1906 sia modello 1911, tanto che, nel novembre 1917, erano in linea 488 batterie con 1931 cannoni di entrambi i modelli. Nonostante la perdita di 140 batterie nella ritirata di Caporetto, nel settembre 1918 i cannoni modello 1911 disponibili erano già risaliti a 820.
All'inizio della guerra una trentina di batterie vennero assegnate alla difesa contraerei, a cui il pezzo, date le caratteristiche di traiettoria, di settore e di cadenza di tiro, si prestava sufficientemente bene. Fin dal 1914 infatti era stata studiata un'installazione particolare che permetteva l'elevazione della canna fino a 75-80° ed un settore di intervento di 30°. Il materiale destinato alla difesa contraerei era privo di scudo e fornito di dispositivi di mira particolari. Il 75/27 Mod. 1911 fu il pezzo più utilizzato dal Regio Esercito in funzione contraerei, arrivando ad armare 43 batterie nell'ottobre 1918.
Il pezzo da 75/27 Mod. 1911 fu acquistato dalla Romania (una batteria), mentre Francia e Russia chiesero la fornitura del pezzo (che, pure, era di concezione francese) all'industria italiana.

### L'impiego fra le due guerre mondiali

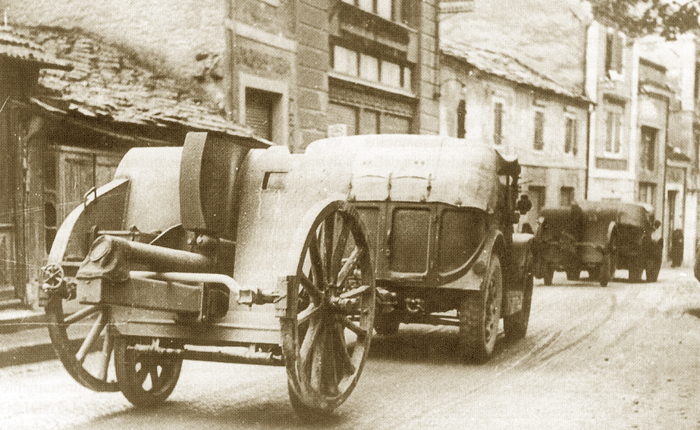
Un Mod. 1911 trainato da un Fiat-SPA TL37 su apposito carrello elastico.

Dopo la prima guerra mondiale il pezzo rimase in linea con i reggimenti di artiglieria delle divisioni di fanteria, mentre venivano condotti studi per migliorare le prestazioni del pezzo, in particolare per raggiungere una gittata di 12 km e per adattare il pezzo al traino meccanico. In particolare nel 1932 venne adottato un nuovo munizionamento, a cartoccio bossolo cioè a carica variabile, che aumentava la gittata di 2 km. Per migliorare la mobilità inizialmente fu adottato un carrello elastico autotrainabile su cui veniva caricato il cannone, ma alla fine le ruote a raggi (di legno) furono sostituite da ruote metalliche gommate, almeno per i gruppi assegnati alle unità motorizzate. Infatti, anche durante la seconda guerra mondiale si incontravano spesso cannoni da 75/27 con le ruote in legno originali (lo stesso valeva per pezzi di calibro maggiore, come il 105/28 ed il 105/32). Il sistema di autotrasporto, utilizzato fino al 1928, venne abbandonato sia per le difficoltà di movimento degli autocarri (che non erano a trazione integrale) sia per l'instabilità dovuta al baricentro del sistema eccessivamente alto. I primi trattori utilizzati furono i trattori ruotati Pavesi P4, ma successivamente furono utilizzati i trattori cingolati Fiat-OCI 708 CM e ruotati TL37.
Nel corso della guerra civile spagnola 99 pezzi furono utilizzati con il CTV.
I cannoni da 75 mm di calibro, nel periodo fra le due guerre, diventarono completamente obsoleti per l'uso come artiglieria da campagna, a causa della scarsa efficacia (dovuta al calibro limitato) delle granate sparate da essi; all'inizio della seconda guerra mondiale l'unica grande nazione che aveva ancora in linea artiglierie da campagna di tale calibro era la Francia con il suo 75 mm Mle. 1897, mentre l'Unione Sovietica impiegava un calibro simile, con il cannone 76,2 mm M1936, utilizzato sia come artiglieria da campagna sia in funzione controcarri.
I cannoni 75/27 Mod. 1911 furono venduti alla Polonia (2 batterie) e un numero imprecisato di batterie fu ceduto alla Spagna successivamente alla guerra civile. Si stimano cessioni per 330 cannoni, pari a più di 80 batterie.

### L'impiego nella seconda guerra mondiale
- granata ordinaria da 75
- shrapnel caricato a pallette
- granata a grande capacità
- scatola a mitraglia (238 pallette di piombo da 16 mm)
- granata perforante esplodente
- granata Mod. 32
- granata ordinaria Mod. 34/36
- granata a doppio effetto
- granata 1900/15N (di provenienza francese)
- granata Mod. 17 (di provenienza francese)
- granate EP (effetto pronto) o EPS (effetto pronto speciale) o EPS Mod. 42 (a carica cava)
- proiettili a grande capacità fumogeni/incendiari
- granata chimica lacrimogeno  o vescicante
- granata a caricamento speciale per scuola di tiro

Nonostante gli studi per adattare i cannoni al traino meccanico, quando l'Italia entrò in guerra, la massima parte delle artiglierie era ancora ippotrainata, né facevano eccezione i 75/27 Mod. 11, di cui, su 1300 in linea solo 268 erano già stati predisposti al traino meccanico. I palliativi utilizzati, come traino su carrello elastico e la semplice sostituzione delle ruote in legno con ruote metalliche non diedero buoni risultati.
Il cannone 75/27 Mod. 11 operò su tutti i fronti, tranne l'Africa Orientale.
I 75/27 Mod. 1911 furono utilizzati principalmente sul fronte russo, mentre sul fronte nord Africano veniva preferito il più rustico 75/27 Mod. 1906. In Libia nel 1942 erano disponibili 138 pezzi, ridotti a soli 42 dopo la battaglia di El Alamein e nel febbraio 1943 erano ulteriormente ridotti a 10.
| Penetrazione per il cannone 75/27 Mod. 11 |                    |                    |
| Distanza (m)                              | Impatto a 90° (mm) | Impatto a 60° (mm) |
| 500                                       | 50                 | 45                 |
| 1000                                      | 45                 | 35                 |

Questo cannone ebbe anche un certo uso come pezzo controcarri, utilizzando anche granate a carica cava, tuttavia il confronto fra il nostro cannone ed i controcarri tedeschi, effettuato nel 1942 nel corso di una missione in Germania per provare l'efficacia del cannone contro i carri T-34 di preda bellica tedesca, fu estremamente deludente per il nostro cannone, che non riusciva a provocare danni sensibili alla corazzatura del carro russo.
Nonostante le limitazioni, durante la battaglia dell'ansa di Serafimovich (sul Don, tra il 30 e il 31 luglio 1942) furono schierati i pezzi del II Gruppo da 75/27 del 120º Reggimento d'Artiglieria Motorizzato (accanto a pezzi concepiti come controcarro: gli italiani da 75/32 e tedeschi da 75/97/38, denominazione italiana per il 7,5 cm Pak 97/38, derivato dal 75 mm Mle. 1897 francese): secondo la relazione, l'utilizzo di granate mod.32 senza innesco per il 75/27 ha prodotto risultati solo entro i 100 m e solo contro i cingoli e i fianchi del carro, mentre sulla parte anteriore non avevano effetto nemmeno se sparati a 10m.
Dopo l'8 settembre 1943 i pezzi requisiti dai tedeschi vennero denominati 7,5 cm FK 244 (i).
L'ultimo impiego noto per il 75/27 è nel 1950, dove presso la Scuola di Artiglieria di Bracciano due batterie venivano utilizzate per la scuola di tiro degli ufficiali osservatori.